# Tatjana Kosmatsjova
Tatjana Vladimirovna Kosmatsjova (Russisch: Татьяна Владимировна Космачёва) (Reutov, (Oblast Moskou), 13 maart 1985) is een Russische theater- en filmactrice.